# Erich Gutkind
Erich Gutkind (Eric; Pseudonym: Volker) (* 9. Februar 1877 in Berlin; † August 1965 in New York City) war ein esoterischer Mystiker.

## Leben und Wirken
Seine Eltern waren Hermann Gutkind und Elise (1852–1942), geb. Weinberg. Der Vater besaß neben seiner Villa im Berliner Tiergartenviertel eine Fabrik für Posamenterie in Annaberg (Erzgebirge) mit Zweigen in Hamburg und Breslau mit Verbindungen nach Calais. Briefen zufolge gab es einen Generationenkonflikt zwischen Vater und Sohn und Erich wurde vom legendären Reichtum des Vaters ausgeschlossen.
Gutkinds Studien zu Hause bei einem privaten Tutor und an der Universität Berlin umfassten Kunstgeschichte, Religion, Philosophie, Psychologie und Naturwissenschaften. Er war vertraut mit dem modernen Denken seiner Zeit und er verfügte über ein breites Hintergrundwissen in vielen Feldern des Lernens.
Nachdem Erich Gutkind 1910 unter Pseudonym seine Siderische Geburt geschrieben hatte, kam er in Kontakt mit Frederik van Eeden  und Wassily Kandinsky, den ähnliche Gedanken verfolgten. In der Folge entwickelte sich der Potsdamer Forte-Kreis, dem namhafte Persönlichkeiten angehörten. Befreundet war er mit Walter Benjamin und Gershom Scholem.
In Deutschland wurde er als Philosoph weitgehend abgelehnt. Resonanz fand er immerhin bei Ernst Barlach, der am 15. März 1913 an Arthur Moeller van den Bruck schrieb:
„Ich würde Ihnen gern ein Buch schicken, mit dem ich mich kürzlich intensiv beschäftigt habe, Volker, 'Siderische Geburt'. Der Verfasser ist 36jährig und wohnt in Nikolassee, mir scheint das Werk in mehr als einem Betracht außerordentlich, ja, bisweilen prophetisch-großartig. Wenn Sie mir einen Wink geben, daß Sie ihm so viel Zeit und Aufmerksamkeit widmen würden, wie er, glaube ich, verdient, würde ich es doch noch wagen. Man muß schon besonders aufgelegt sein!“
Gutkind wurde noch vor dem Ersten Weltkrieg durch Kandinsky mit Dimitrije Mitrinović bekannt gemacht. Mit diesem schrieb er 1920/21 eine Reihe von Artikeln in der  Zeitschrift The New Age, dessen damaliger Herausgeber Alfred Richard Orage unter dem Pseudonym „M. M. Cosmoi“ war. Diese wurden „Weltangelegenheiten“ genannt, und in den Artikeln, die am 23. Juni und 21. Juli 1921 erschienen, lenkte Orage die Aufmerksamkeit ganz besonders auf Erich Gutkinds erstes Buch Siderische Geburt, das in Berlin im Jahr 1910 herausgegeben worden war. Er nannte es „eine große und verklärte Tat“ und „ein Buch von Weltwichtigkeit und für die Bewegung unseres Äons radikal symptomatisch“.
Nachdem Gutkind 1933 mit seiner Frau Lucie Gutkind (1879–1973) in die USA entkommen war, blieb er aber auch dort weitgehend unbekannt.
Zu einem zugesandten Exemplar seines Choose Life erhielt er ein Antwortschreiben Albert Einsteins (nach „Anregung“ durch L. E. J. Brouwer) vom 3. Januar 1954, welches Einsteins Einstellung zu Religion behandelt. Gutkind hat diesen Brief ein Jahr später öffentlich zum Verkauf angeboten. 2008 wurde der Brief bei Bloomsbury für 207.600 Pfund versteigert. Am 8. Oktober 2012 wurde er bei ebay zu 3 Millionen US-Dollar angeboten und nach einem weiteren Gebot für 3.000.100 US-Dollar am 18. Oktober 2012 verkauft.

## Veröffentlichungen
- Siderische Geburt: Seraphische Wanderung vom Tode der Welt zur Taufe der Tat; 1910, 1914
- Welteroberung durch Heldenliebe; 1911
- The Absolute Collective: A Philosophical Attempt to overcome our Broken State; Translated from the original German by Marjorie Gabain, London 1937
- Choose Life: The Biblical Call to Revolt; 1952
- posthum: The Body of God. First Steps Toward an Anti-Theology. The Collected Papers of Eric Gutkind, ed. by Lucie B. Gutkind / Henry LeRoy Finch, New York 1969